# Greeley Estates
Greeley Estates is een Amerikaanse metalcoreband, afkomstig uit Maricopa County, Arizona. De band heeft anno 2020 vijf studioalbums en vier Ep's uitgebracht. 
De band werd opgericht in 2002 en maakte in haar beginjaren vooral Posthardcore, maar is na haar tweede album Far from the Lies in 2006 overgestapt op het maken van het ruigere Metalcore.

## Personele bezetting
Huidige leden
- Ryan Zimmerman - leidende vocalen (2002–heden)
- David Ludlow - slagitaar, leidende gitaar (2010–heden); bas (2008–2010); keyboards, achtergrondvocalen (2008–heden)
- Chris Julian - drums (2009–heden)
- Kyle Koelsch - bas (2010–heden)

Voormalige leden
- Brandon Hackenson - slagitaar, leidende gitaar, keyboards, achtergrondvocalen (2002–2014)
- Dallas Smith - slagitaar, leidende gitaar (2002-2007)
- Alex Torres - slagitaar, leidende gitaar (2007-2010)
- Jared Wallace - bas (2002-2004)
- Josh Applebach - bas (2004-2007)
- Bradley Murray - bas, achtergrondvocalen (2007)
- Joshua "Fergz" Ferguson - bas, vocalen (2007)
- Tyler Smith - bas, vocalen (2008)
- David Hubbard - drums (2003-2004)
- Mike Coburn - drums (2002-2003)
- Brian Champ - drums (2004-2009)
- John Carpenter - drums (2001-2002)

Tijdlijn

## Discografie
Studioalbums
- Outside of This (2004)
- Far from the Lies (2006)
- Go West Young Man, Let the Evil Go East (2008)
- No Rain, No Rainbow (2010)
- The Death of Greeley Estates (2011)

Ep's
- Caveat Emptor (2005)
- The Narrow Road (2012)
- Devil Son (2013)
- Calling All the Hopeless (2017)